# بریتانی اندروز
بریتانی اندروز (به انگلیسی: Brittany Andrews) بازیگر پورنوگرافی آمریکایی و تن‌نشان است. او عضو تالار مشاهیر AVN است.

## حرفه
او در ابتدا در شهر میلواکی در یک شرکت تولید لوازم آرایشی کار می‌کرد. پیش از اینکه تبدیل به یک رقصنده اروتیک بشود. پس از اینکه وارد حرفه رقص شد. شروع به انتشار عکس‌هایش در یک مجله مخصوص مردان کرد. در سال ۱۹۹۵ طی ملاقاتی که با جینا جیمسون داشت، وارد صنعت ساخت فیلم‌های پورنوگرافی شد. او اولین کارش را با انتشار عکس‌هایش در مجله هاستلر شروع کرد.
در دسامبر ۲۰۰۳ او کارش را با کارگردانی در فیلم‌های سکسی ادامه داد. وی کارگردانی را با فیلمی با نام «استعداد رابطه نامشروع» شروع کرد.
همزمان با افزایش کار در فیلم‌های پورنو او فعالیت‌هایش را در شبکه‌های تلویزیونی مثل پلی بوی و تاکینگ بلو به عنوان تهیه‌کننده نیز شروع کرد. پس از تأسیس شرکت فیلم سازیش به نام بریت کو پیکچرزاستودیو. او به عنوان بازیگر، تهیه‌کننده و کارگردان شروع به ساخت سری فیلم هائی بانام‌های «پسرهای کونده بریتنی» (Brittany`s bitch boys) و «لزبینها در شهوت» (Lesbian in lust).
بریتنی پایه‌گذار سکس فتیش با پای باز (Open Foot Fetish) و مروج استفاده از کاندم در فیلم‌های پورنوگرافی است.
در سال ۲۰۰۷ بریتنی در نمایش تایرابنکز در نقش یک دختر وب کم حضور یافت.
در فوریه سال ۲۰۰۸ بریتنی خود را از صنعت ساخت فیلم‌های پورنو بازنشسته کرد و در روز «ریاست جمهوری» (president Day) به نیویورک نقل مکان کرد. او هم‌اکنون در آکادمی فیلم نیویورک به تدریس کارگردانی در پورنوگرافی مشغول است.

## جوایز و نامزد
- تالار مشاهیر AVN در سال ۲۰۰۸